# 維珀費爾德巴赫河

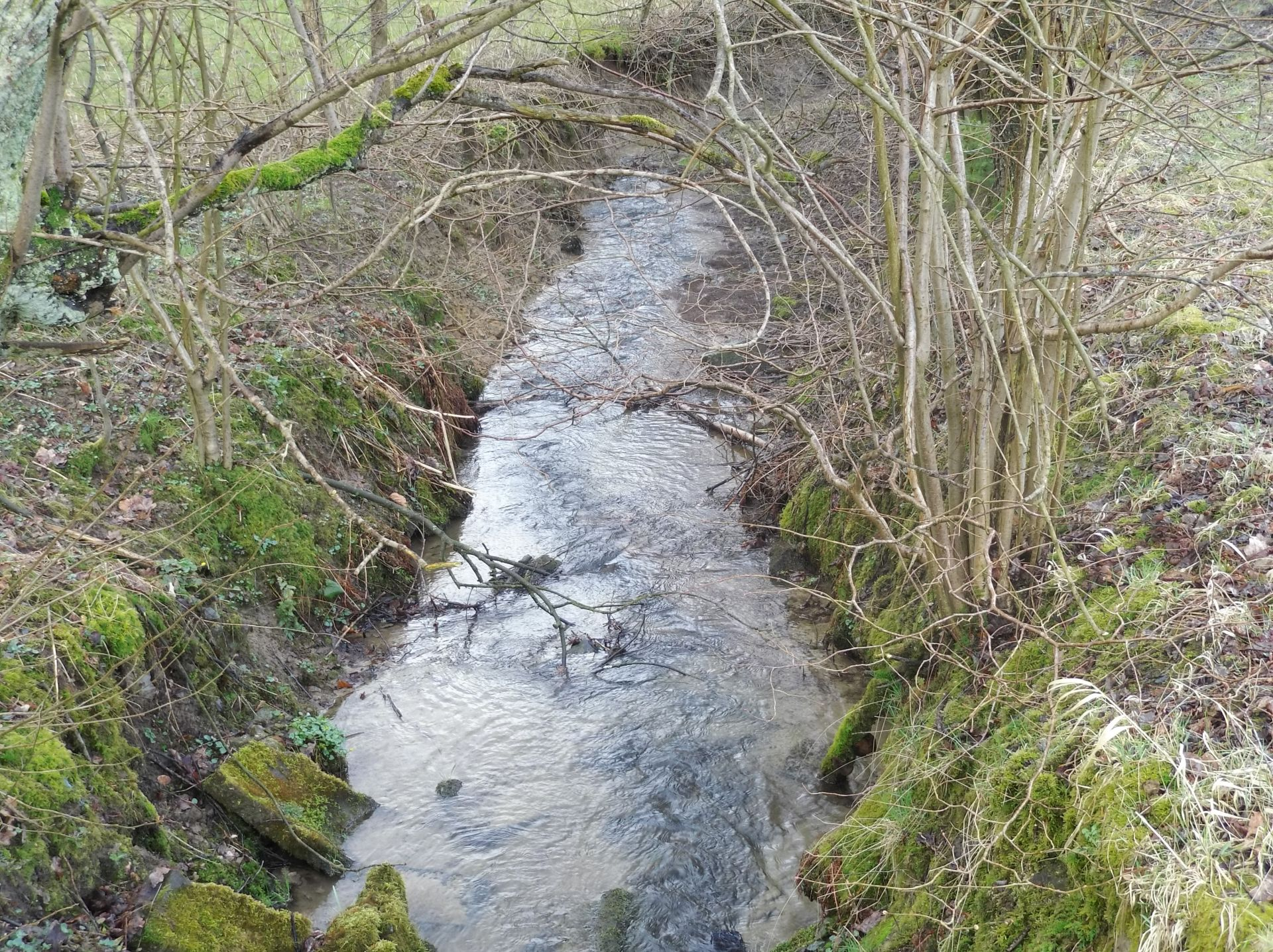

51°4′9.2″N 7°19′14.51″E / 51.069222°N 7.3206972°E
維珀費爾德巴赫河（德語：Wipperfelder Bach），是德國的河流，位於該國西部，處於北萊茵-威斯特法倫州，屬於屈爾滕敘爾茨河的右支流，河道全長3.4公里，流域面積2.9平方公里。